# Port lotniczy Calabozo
Port lotniczy Calabozo (IATA: CLZ, ICAO: SVCL) – port lotniczy położony w Calabozo, w stanie Guárico, w Wenezueli.